# Parada d'autobús

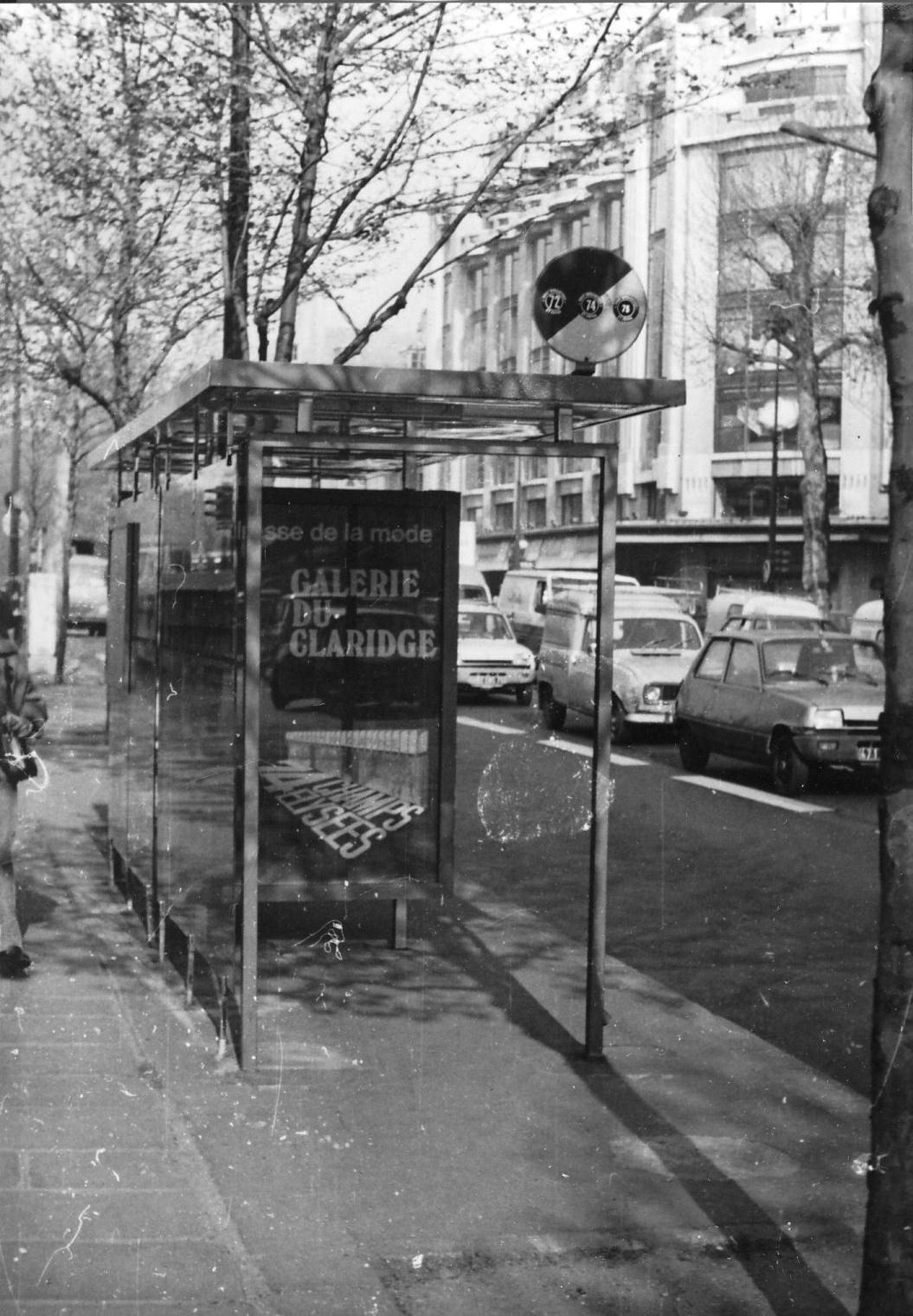
Parada París - 1981

Les parades d'autobús són elements urbans, pertanyents al mobiliari urbà i caracteritzats per ser un espai públic i polivalent d'ús social i col·lectiu. Se situa a les calçades, on funciona com a mode de referencia física visible de l'existència dels autobusos de transport públic i assolint l'objectiu d'accés al sistema de transport públic mitjançant l'aturada dels autobusos per permetre als usuaris entrar i sortir del vehicle.Poden estar cobertes mitjançant marquesines per protegir els usuaris d'inclemències climatològiques com el fred i la pluja, ja que aquest element urbà es considera un refugi de vianants bàsic (el qual té com a propòsit oferir les condicions mínimes per a comoditat i eficiència). Solen tenir elements de senyalística, com plaques informatives (les quals, quan estan fora de la marquesina, es denominen tòtems) amb els números i mapes del recorregut de les línies d'autobús que hi passen per ajudar els passatgers i operadors d'autobusos a identificar el lloc designat de la parada. També poden tenir cartells de publicitat.
Les parades d'autobús contribueixen a un funcionament òptim del sistema de flux del transport públic, ja que ajuda a establir un ritme específic a la dinàmica viària urbana: dins de la ciutat, el seu disseny i morfologia respon a la rellevància del lloc en relació al context urbà on s'emplaça i, en termes econòmics, la seva implementació hauria de ser justificada considerant la demanda de passatgers, el temps d'espera, el grau d'exposició al vent i a altres inclemències climatològiques. Més enllà d'aquests factors, també és necessari considerar la facilitat per a passatgers i operadors d'autobús per a realitzar l'intercanvi passatger - autobús.
La parada d'autobús té els seus homòlegs en altres formes de transport: la parada de tramvia, l'estació de metro, l'estació de ferrocarril i l'estació del funicular.

## Història
El naixement de les parades d'autobús no es produeix fins a la invenció de l'anomenat “òmnibus”, una nova modalitat de transport que permetia ser d'ús col·lectiu sense la necessitat d'efectuar una reserva prèvia per a fer-ne ús. Els primers serveis d'autobusos es desenvoluparen a Anglaterra, possiblement per John Greenwood el 1824, un vigilant d'una pas amb peatge a Pendleton, dins de la connexió Manchester-Liverpool, que es va comprar un cavall i un carro amb diversos seients i va començar un servei d'òmnibus entre aquests dos indrets. La seva idea va ser pionera en oferir un servei que recollia o deixava els seus passatgers a qualsevol punt del recorregut on fos sol·licitada. Més tard es van afegir serveis diaris a Buxton, Chester i Sheffield. L'èxit d'aquesta línia va desencadenar competència i una densa xarxa de serveis d'òmnibus que van emergir ràpidament a la zona, actuant sovint com alimentadors dels ferrocarrils. El 1865 la companyia de Greenwood i els seus competidors es van fusionar en la Manchester Carriage Company.

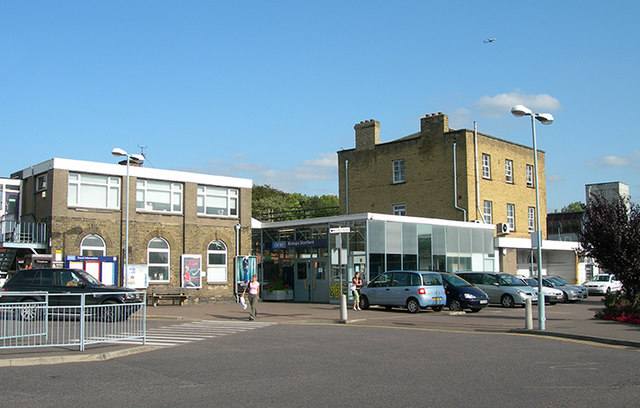
Actual estació d'autobusos de Bishop's Stortford

Fins a aquell moment, els recorreguts dels òmnibusos tenien dues parades establertes que eren el seu punt de partida i el seu destí final. No obstant això; durant el seu recorregut no existien evidències físiques de parades específiques, sinó que la parada i l'abordatge al vehicle depenien en gran manera de la sol·licitud del passatger. La primera parada d'autobús registrada en imatges fou a Bishop's Stortford, la qual vinculava aquesta localitat amb la ciutat de Colchester i es creu que fou construïda als voltants de l'any 1890 a Anglaterra.

## Tipologies

### Per ubicació
La ubicació d'una parada d'autobús es refereix a la localització d'aquesta amb relació a la intersecció de vies més properes. Basant-se en aquesta relació, es pot parlar de tres tipus d'ubicació de parades d'autobús:
- Near side: parada localitzada al costat proper de la intersecció de les vies..
- Far side: parada localitzada al costat llunyà de la intersecció de les vies.
- Mid block: parada localitzada a mig camí entre les interseccions de les vies.

Les parades del costat proper i llunyà de la intersecció són preferibles abans que les parades situades a mig camí perquè proporcionen un accés més assequible a vianants i més seguretat en creuar el carrer. No obstant això; la millor ubicació dependrà dels patrons de circulació de vehicles i peatons a la intersecció, la ruta que segueix el mateix autobús, les condicions de conservació de la carretera, les instal·lacions per a vianants i altres factors que es puguin localitzar en lloc d'emplaçament. Les parades d'autobusos normalment es troben per parelles, situades cadascuna en costats oposats a cada costat del carrer.

### Per infraestructura

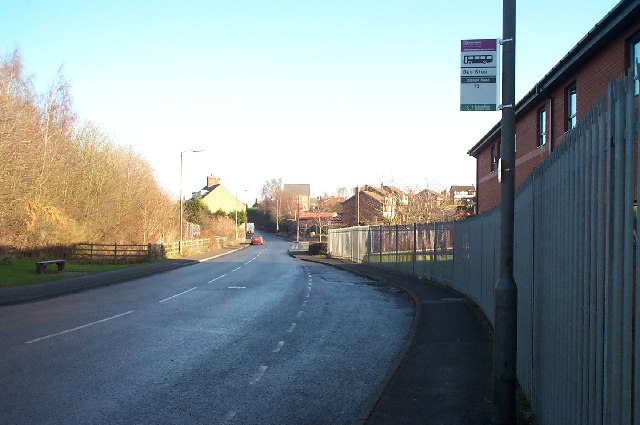
Parada bàsica d'autobús
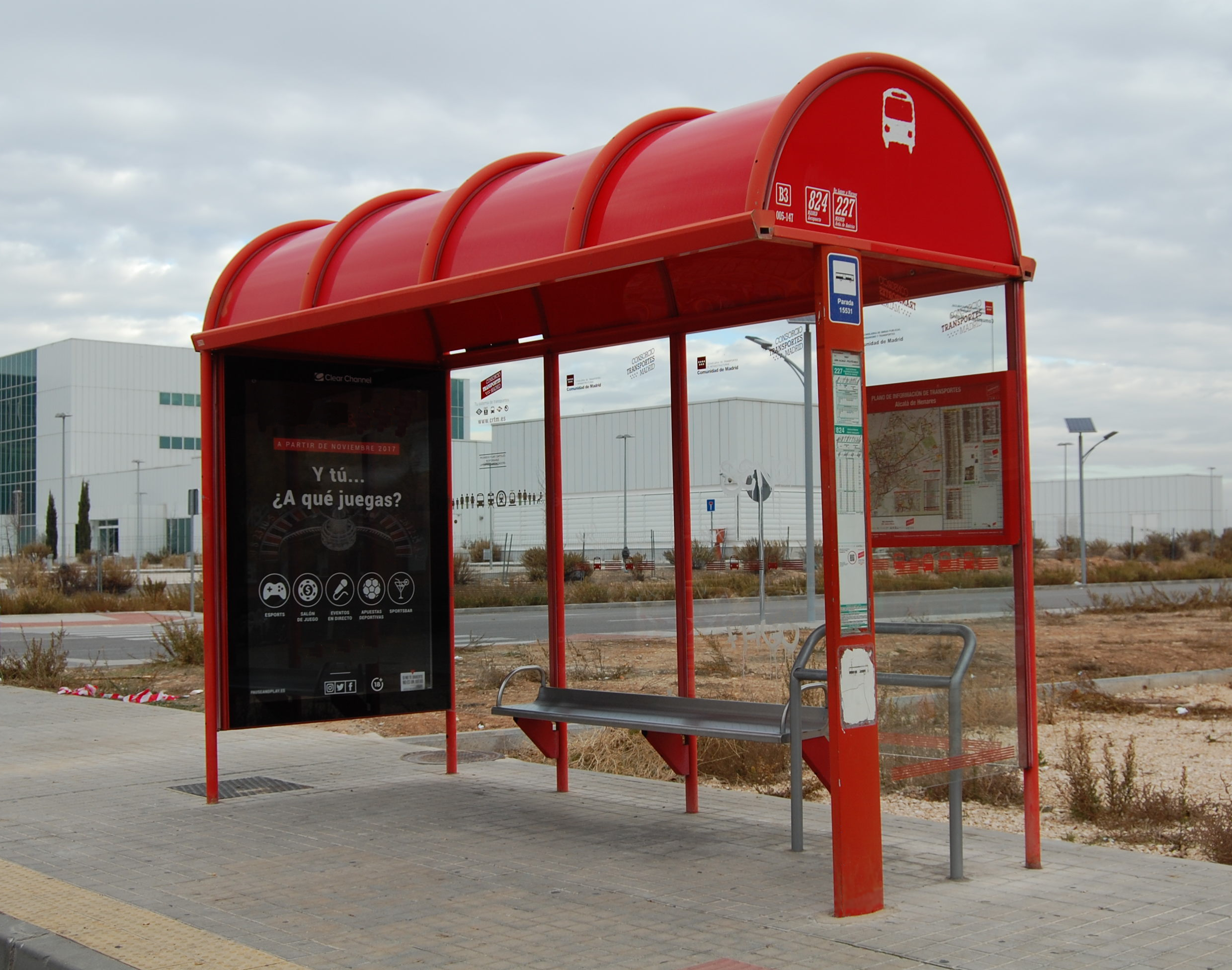
Parada de trànsit per al transport d'autobusos.
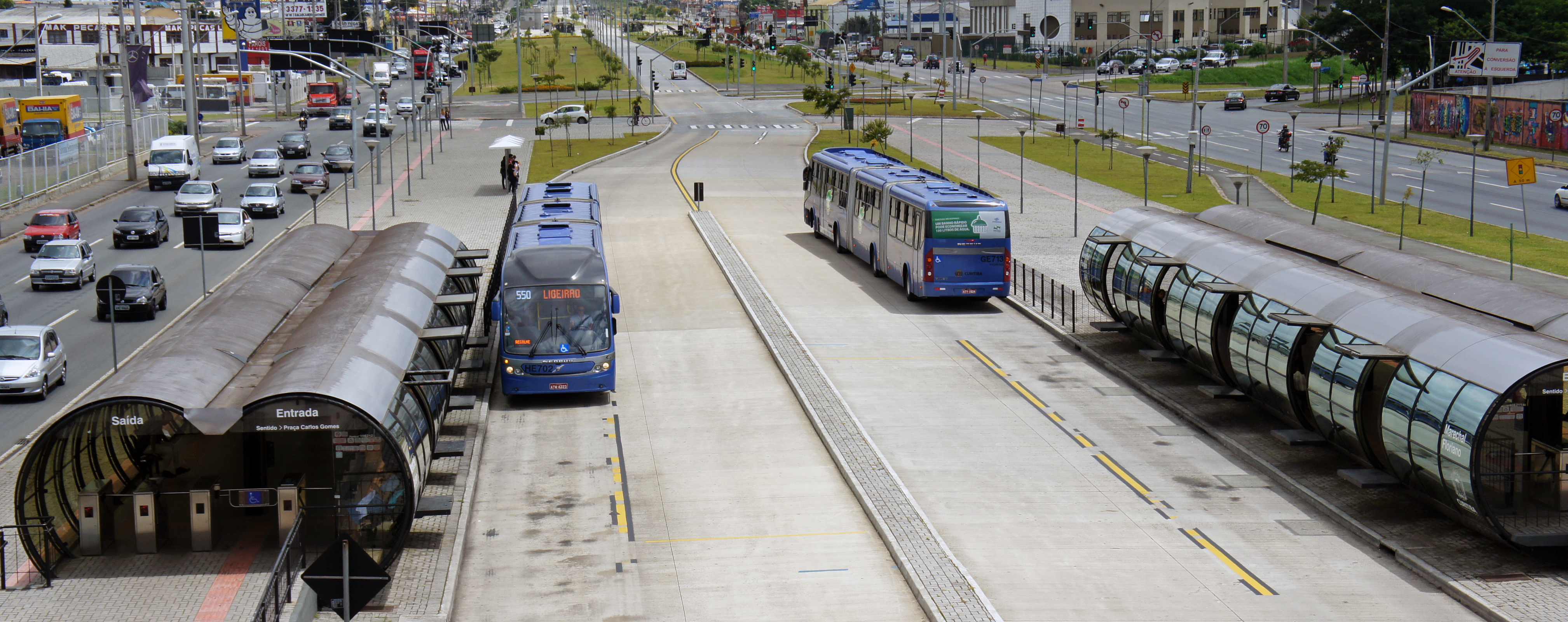
La Rede Integrada de Transporte, a Curitiba, és una BTR que transporta el 85% de la població de la ciutat i fou un model per a dissenyar els sistemes BTR de diverses ciutats de tot el món.
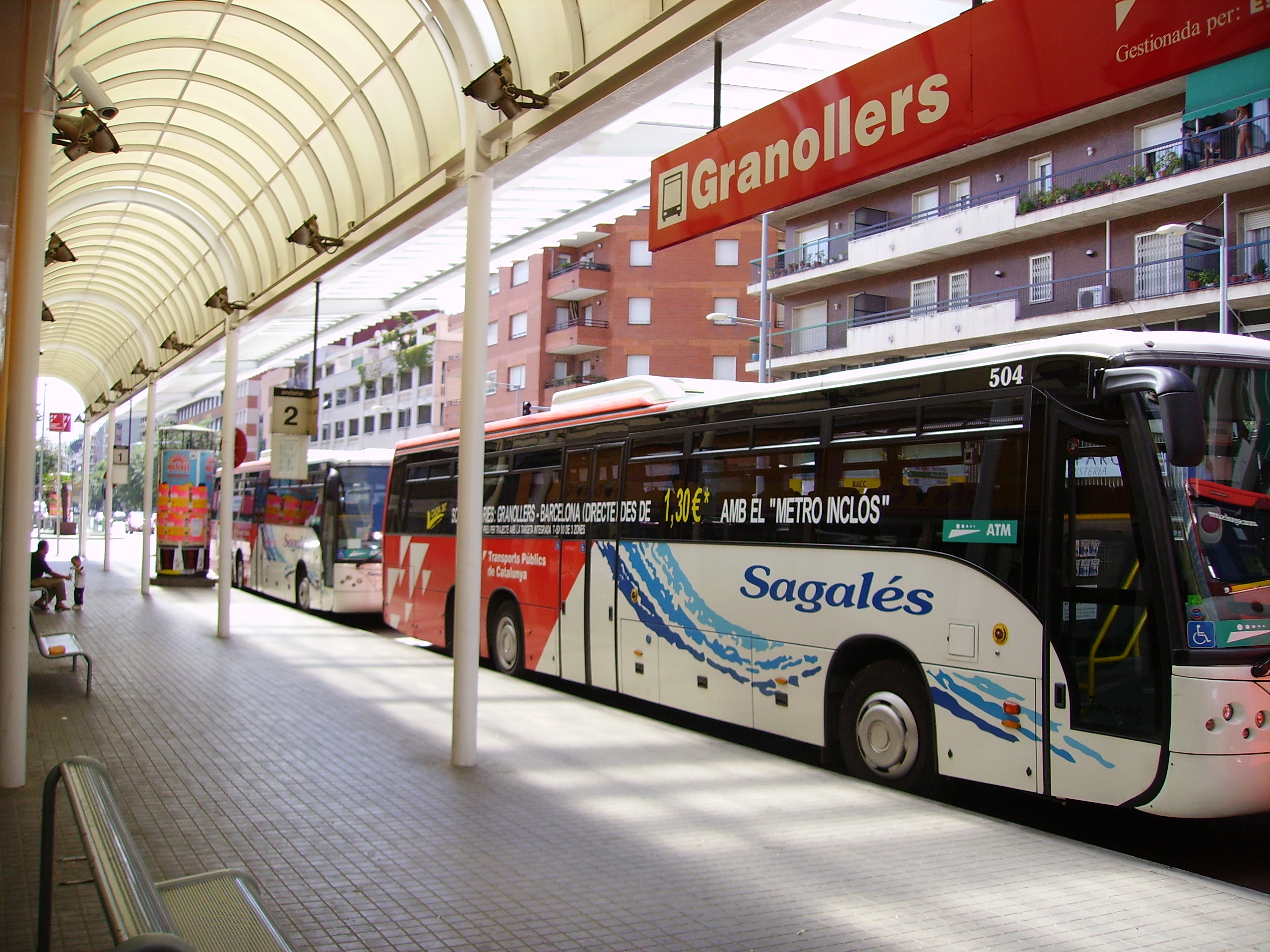
Estació d'autobusos interurbans catalans a Granollers.

- El refugi per a vianants disposa d'un pal i senyalística amb informació i horaris de transport, un arquit (refugi) d'estructura simple, una zona de seients, un cubell de la brossa, una zona d'embarcament pavimentada i que estigui connectada amb la vorera i enllumenat públic. Aquesta tipologia concentra al voltant de 50 - 100 embarcaments diaris de passatgers realitzats per autobús de trànsit ràpid (en anglès reben el nom de BTR: Bus Rapid Transit) i suposen una despesa de 10.000 - 30.000 dòlars nord-americans
- La parada de trànsit està formada per senyalística amb informació i horaris de transport, un refugi d'estructura superior a la dels refugis per a vianants i amb un disseny distintiu, seients, plataforma, nivell d'embarcament, mapa del sistema, cubell de la brossa, enllumenat públic i, en alguns casos, pagament de tarifa externa. Aquesta tipologia concentra al voltant de 1.000 embarcaments diaris i pot suposar una despesa de 450.000 a 2 milions de dòlars nord-americans

- L'estació tancada d'autobusos es diferencia de la resta per una estructura més gran, que disposa d'un disseny propi i per estar tancada amb comportes que s'obren quan arriba l'autobús a l'andana, fet que proporciona més seguretat i confort davant d'inclemències climatològiques. Aquesta tipologia es troba formada per senyalística amb informació i horaris de transport, seients, plataforma, nivell d'embarcament, mapa del sistema, cubell de la brossa, enllumenat públic i pagament de tarifa interna. Aquesta parada pot concentrar diàriament uns 5.000 embarcaments i suposa una despesa aproximada de 5.000.000 a 50.000.000 dòlars nord-americans[4]

## Paràmetres d'eficiència
Perquè una parada d'autobús sigui eficient en el seu funcionament, ha de tenir en compte generalment la condició de refugi que pot proporcionar, assegurant una protecció davant de condicions climàtiques externes, una manutenció assequible del seu mobiliari, espai suficient per a seure's, seients còmodes; higiene, ventilació i il·luminació adequada. Per altra banda, ha de proporcionar una clara identificació dels recorreguts dels autobusos, amb una senyalística visible i, per tal d'aportar la informació de forma més clara, contenir mapes de rutes. Finalment, ha de proporcionar seguretat per un accés fàcil tant per a busos com per passatgers, incloent un accés adequat per a persones discapacitades.

## Galeria d'imatges

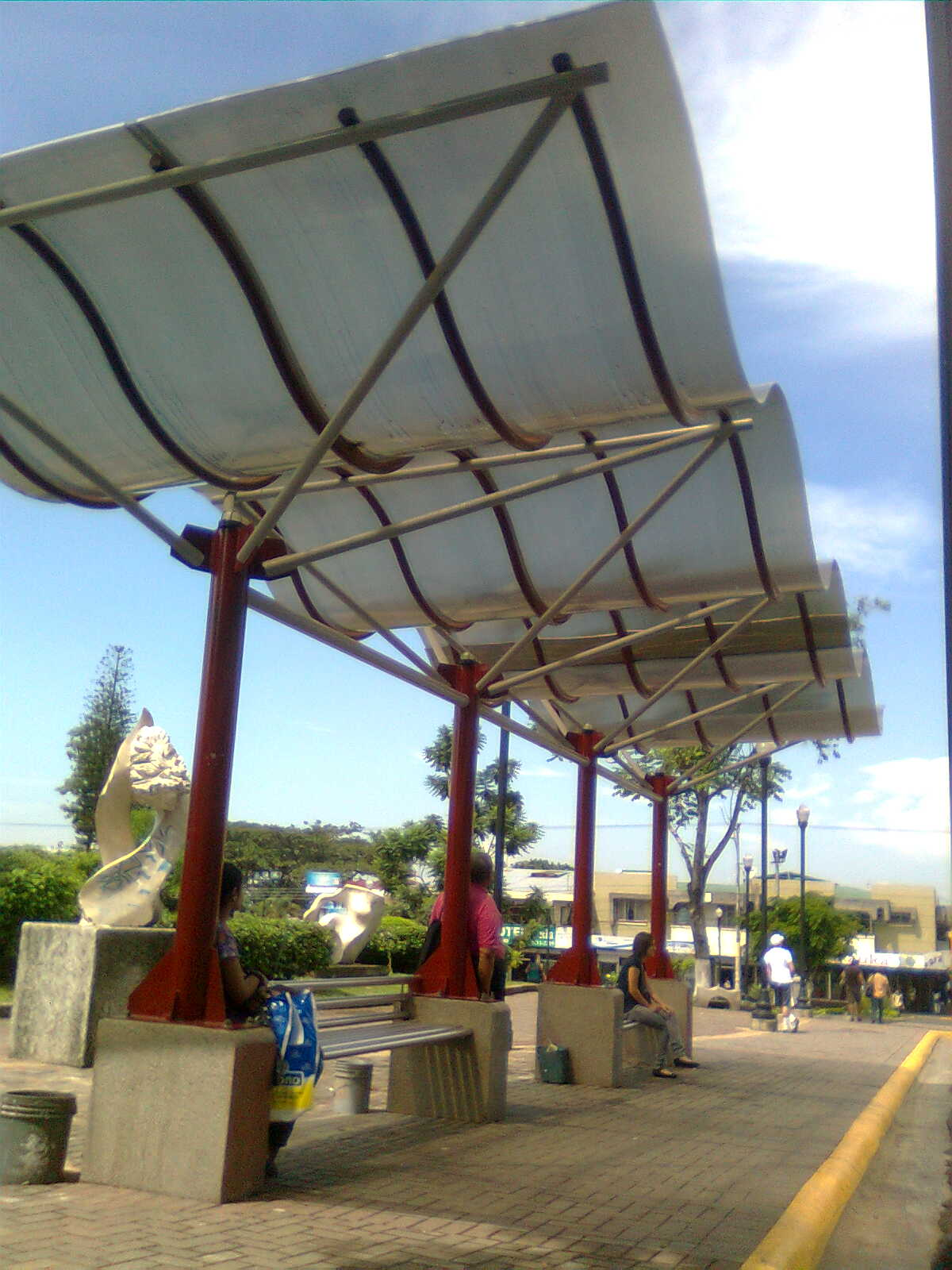
Parada d'autobús a Alajuela, Costa Rica, acompanyada per obres d'art.
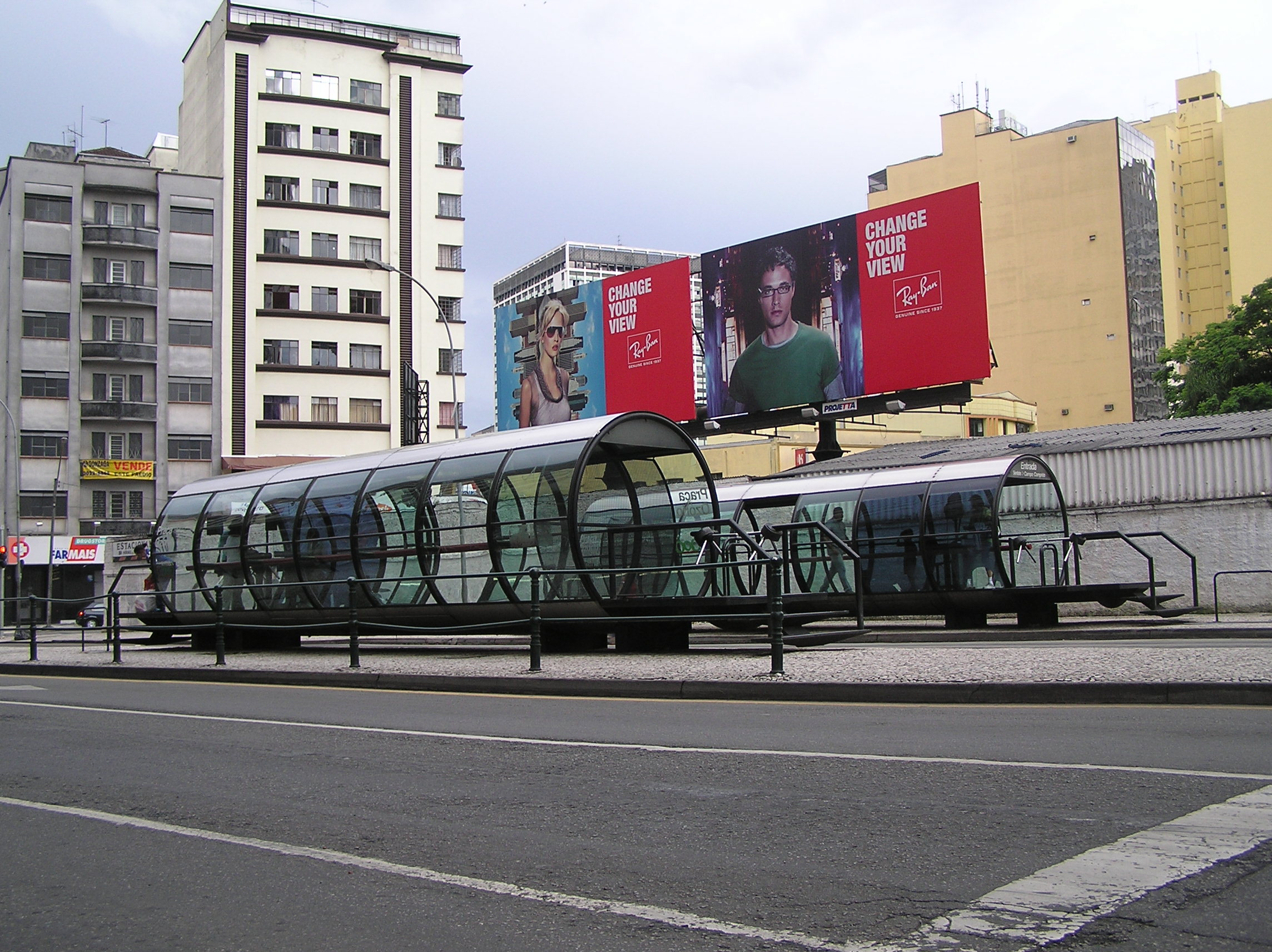
Una parada d'autobús de tub a Curitiba, Brasil.
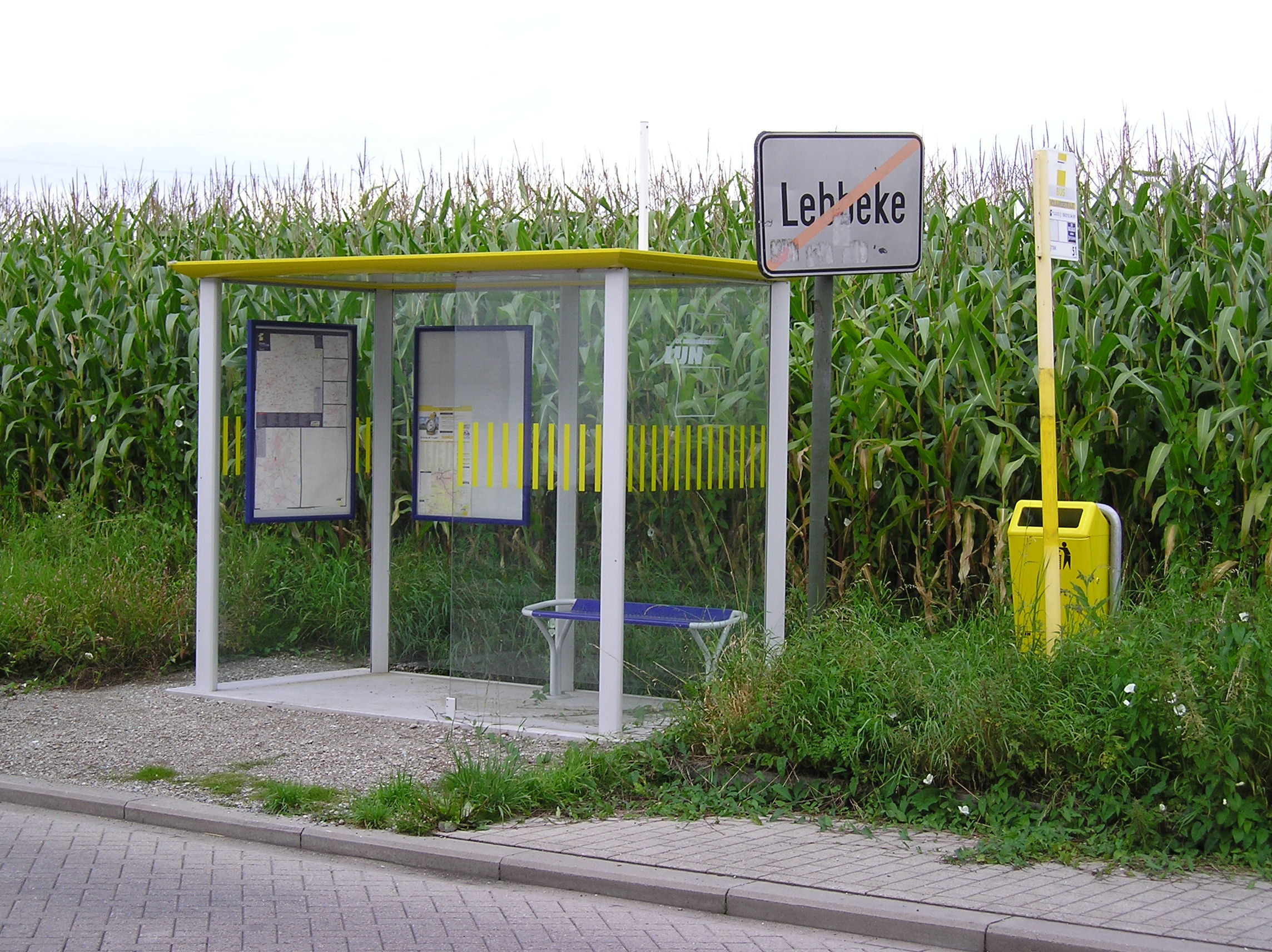
Aquesta parada a Bèlgica compta amb una marquesina amb sostre, bancs, recorreguts i horaris de les línies d'autobús i cubell de la brossa.
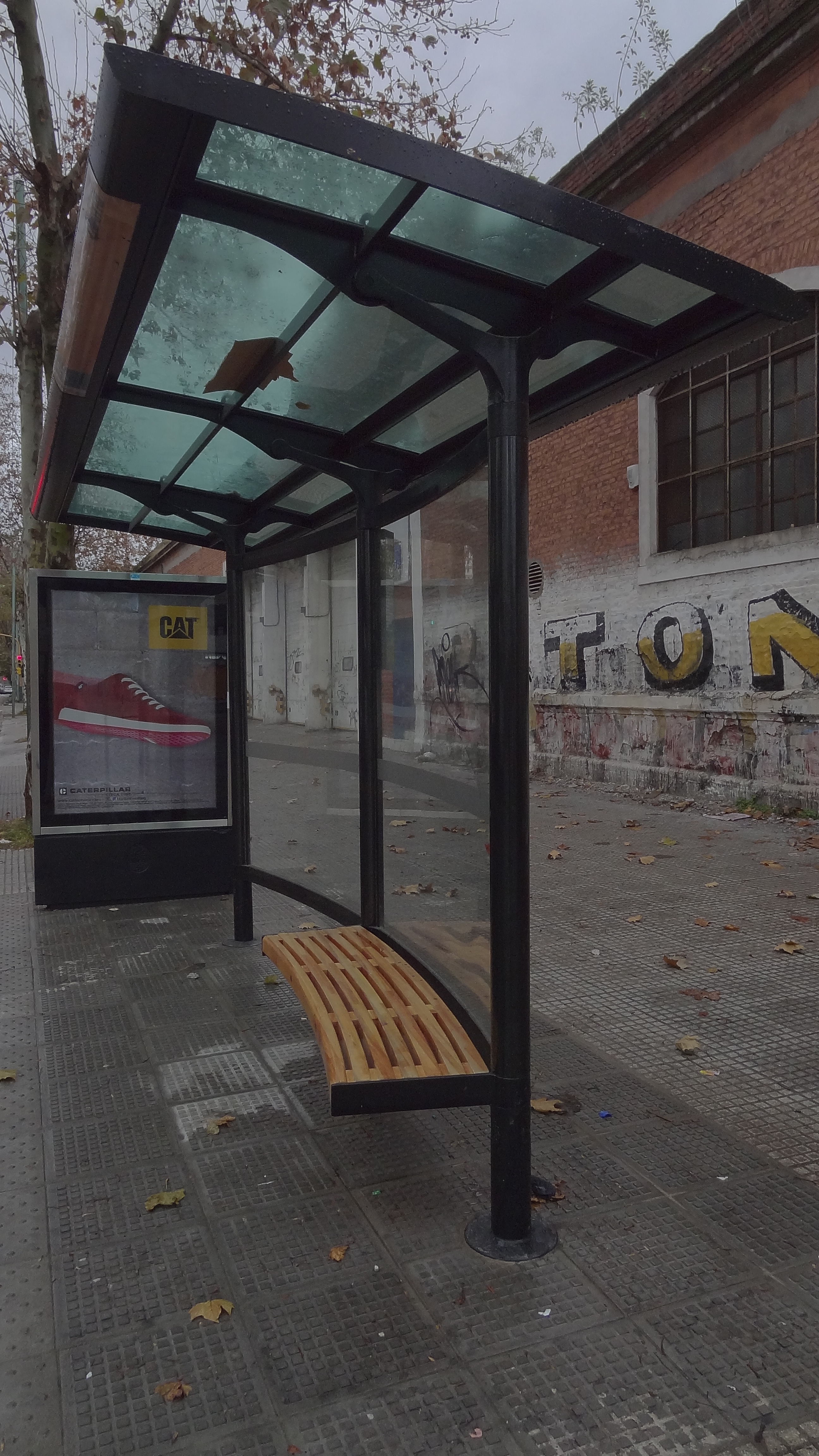
Parada de col·lectiu a Buenos Aires.
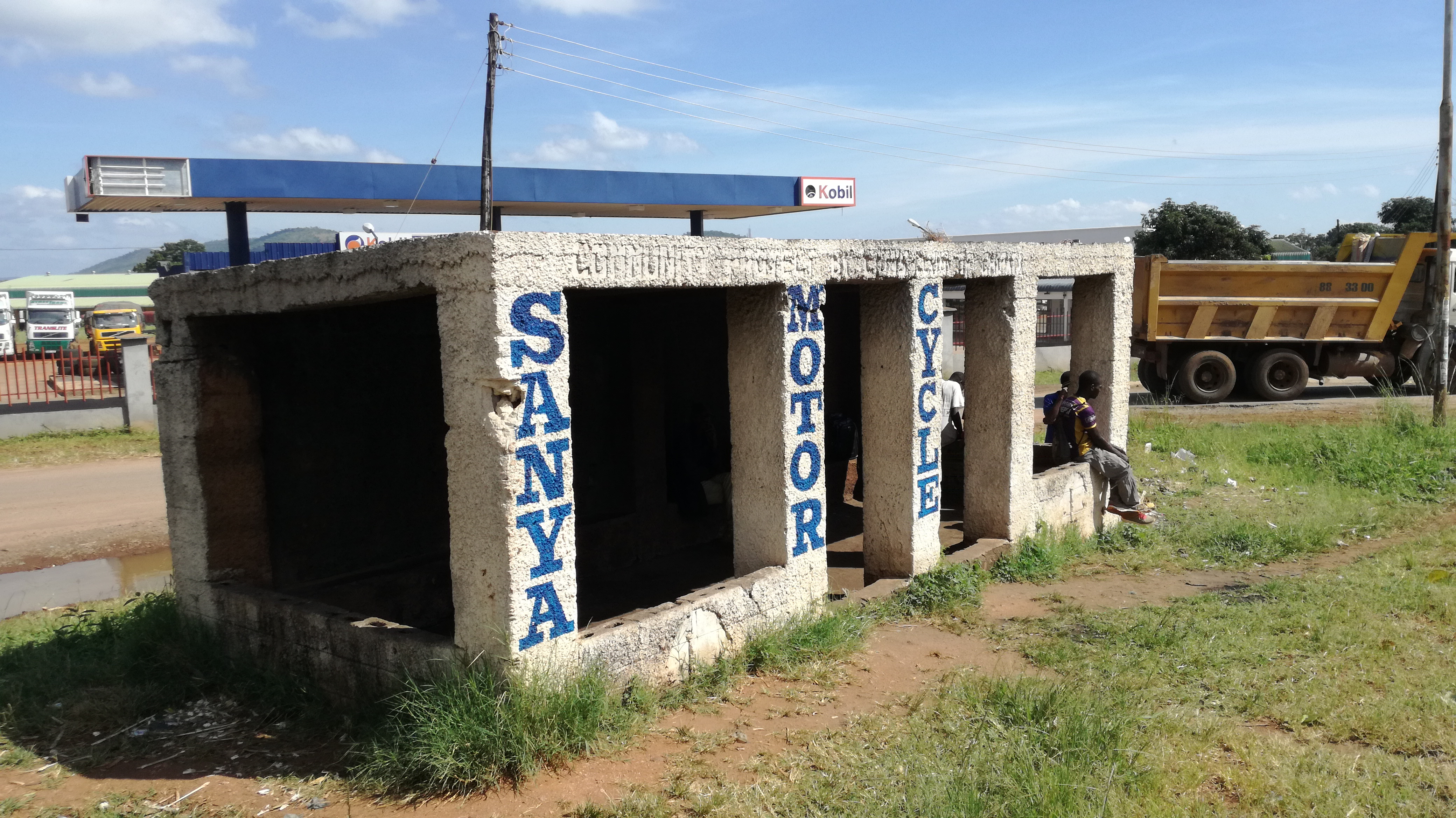
Antiga parada a Zàmbia (2020).